# Алфонс Пажур
Алфонс Пажур, (Златар, 13. марта 1896. – Загреб, 29. марта 1973) био је југословенски фудбалер и спортски радник.

## Биографија
Рођен је 13. марта 1896. као син Оскара и Хане (рођ. Schönwald). Отац је поријеклом из села Пажуровец испод Иваншчице, а мајка је рођена у јеврејској породици у мјесту Керменд у Мађарској. Имао је два брата Отокара и Хуга (такође фудбалера) и сестру Теу. Гимназију је завршио  у Загребу. Почетком Првог свјетског рата мобилисан је као телеграфиста у аустроугарску морнарицу. Крај рата дочекао је у Пули на броду којег су 1. новембра 1918. потопили италијански диверзанти. Уз помоћ брата Отокара запослио се у експозитури листа Новости у власништву „Југоштампе“. У браку са супругом Аделом имао је сина Крешимира. Почетком 1944. напустио је место у Окружном уреду за осигурање радника у Загребу и заједно са супругом пришао јединици Десетoг загребачкoг корпусa НОВЈ у којој се од 1942. борио њихов син Крешимир Пажур. Послије Другог свјетског рата радио је као службеник у Министарству трговине и опскрбе у Загребу до пензионисања.

## Спортска каријера
Фудбалом је почео да се бави 1913. као јуниор ХШК Илирија Загреб, али је ускоро мобилисан (1916). По повратку из рата приступио је атлетском и фудбалском тиму ХШК Конкордија. На првом првенству Краљевине СХС у атлетици 1920. у Загребу освојио је 3. мјесто у скоку у даљ. У прољеће 1927. накратко је играо за 1. ХШК Грађански и одиграо једну службену утакмицу против ХАШК-а (2:3).
За репрезентацију Загребачког ногометног подсасвеза одиграо је седам утакмица (1922-1925). Дебитовао је 9. априла 1922. у Грацу, а задњу утакмицу одиграо је 26. априла 1925. у Загребу против Београда.
За државни селекцију одиграо је само једну утакмицу – 4. новембра 1925. у Падови против Италије (1:2). Уз то је наступио и на двема незваничним утакмицама (18. јануара 1925. у Загребу против Штајерске – 2:0 и 8. новембра 1925. у Напуљу против Јужне Италије, 3:1). Био је члан репрезентације на Олимпијским играма 1924. у Паризу. На турниру није одиграо ни једну утакмицу.
Након завршетка фудбалске каријере почео се рекреативно бавити столним тенисом. Од 1936. – 1941. био је члан Тејбл тенис клуба из којег је избачен након успостављања фашистичке Независне државе Хрватске јер је био пројугословенског опредјељења. Након Другог свјетског рата поново се активирао као спортски радник у столном тенису и 1948. био је предсједник Одбора за столни тенис Хрватске.